# Воскресенский собор (Бишкек)
Воскресенский собор — кафедральный собор Бишкекской и Киргизской епархии Русской православной церкви, расположенный в Бишкеке. Освящён в честь праздника Воскресения Иисуса Христа.

## История
После установления советской власти все храмы Бишкека со временем были закрыты: Свято-Никольский городской собор в дубовом парке был превращен в музей искусств, Свято-Серафимовский — в детский дом, а потом разрушен. Разрушены были храмы и в ближайших пригородных селах: Лебединовке и Ново-Покровке.
Вопрос о создании в столице Киргизской ССР городе Фрунзе православного храма был поднят в 1943 году.
В декабре 1944 года православной общине Фрунзе была предложена пустующая территория и недостроенное здание Кирпромсовета на пересечении улиц Ленина (теперь пр. Жибек-Жолу) и Ворошилова (теперь ул. Тоголока Молдо). Постройку нового храма благословил епископ Ташкентский и Среднеазиатский Кирилл (Поспелов). Пока шла перестройка здания, службы велись под открытым небом.
Реконструкция осуществлялась по проекту архитектора В. В. Верюжского. Внутри здания были сломаны все перегородки и оставлен один большой зал площадью 10×30 кв. м. Стены были облицованы керамической плиткой, здание перекрыто коробовым сводом, двускатной крышей и украшено шестью небольшими маковками на высоких узких барабанах. Возведена шатровая колокольня высотой 29,5 м. Алтарь отгородили трёхъярусным иконостасом. Были устроены два престола — Воскресения Господня и Святителя Алексия. С солеи в алтарь устроили двое царских врат.
1 января 1947 года Воскресенский храм освятил епископ Ташкентский и Среднеазиатский Преосвященный Гурий (Егоров).
Интерьер Воскресенского собора был украшен тремя паникадилами, самое большое из которых ― трёхъярусное. В простенках между небольшими окнами на южной и северной стенах были помещены картины на евангельские сюжеты в резных гипсовых позолоченных рамах. Большие храмовые иконы собирались из разных закрытых при советской власти церквей, лучшие из которых относились к концу XIX ― началу XX веков.
В 1944 году епископ Ташкентский Кирилл (Поспелов) назначил к Воскресенскому приходу священника (с 1945 года — протоиерей) Александра Рябцовского (1881—1968), воссоединившегося с Московской патриархией после 22-летнего пребывания (с 1922 года) в обновленческом расколе. В 1931 году, будучи в браке, он был хиротонисан обновленцами во епископа. В начале 1937 года «архиепископ калужский А. В. Рябцовский» через журнал «Безбожник» заявил о снятии сана, что не избавило его от ареста в том же году и приговора к 10 годам ИТЛ. В 1942 году он был досрочного освобожден и стал псаломщиком в обновленческом молитвенном доме гор. Фрунзе. Настоятелем Воскресенского собора протоиерей А. Рябцовский служил не менее 10 лет, и в 1957 году уполномоченный Совета по делам РПЦ дал ему самую положительную характеристику: «вполне лоялен, политически развит».
В 1995 году по благословению архиепископа Ташкентского и Среднеазиатского Владимира (Икима) в церковной ограде Воскресенского собора началось строительство епархиального духовно-административного центра. Здание епархиального управления было построено за год. В нём разместились зал для проведения пастырских собраний, канцелярия, приёмная архиерея и его покои.
В 1996 году в связи с празднованием 125-летия православной епархии в Средней Азии и в связи с приездом Патриарха Алексия II по указу президента Кыргызстана Аскара Акаева, была расширена и благоустроена территория Воскресенского собора, за государственный счёт предоставлены квартиры жильцам располагавшихся здесь домов. Эти здания были снесены, и с улицы Жибек-Жолу опять открылся вид на церковь. Весь комплекс церковных зданий был обнесён новой оградой с монументальными воротами.
В 1999—2002 годы Алексеевский придел был украшен иконами и фресками, большинство из которых написала бишкекская иконописица Евгения Поставничева. Все 2000-е годы на территории храма продолжалось активное строительство: увеличена алтарная часть Воскресенского собора, возведено перекрытие над «иорданью», закончена постройка большого двухэтажного административного корпуса, в котором разместились конференц-зал, библиотека, епархиальные отделы и исторический музей, кабинеты воскресной школы и православной гимназии.
27 июля 2011 года была образована Бишкекская епархия, а Воскресенский собор стал её кафедральным храмом.
28 мая 2017 года был совершён чин великого освящения Воскресенского кафедрального собора, которое возглавил Патриарх Московский и всея Руси Кирилл.